# Chris Halliwell
Christopher "Perry" Halliwell je jedna z hlavních postav amerického seriálu Čarodějky (Charmed). Je to druhý syn čarodějky Piper Halliwellové a v té době Staršího, světlonoše Lea. Objeví se poprvé na konci páté série, kde je svět ohrožen Titány, předchozí generací řeckých bohů, kteří se chtějí pomstít. Chris se pomocí kouzla dostane do minulosti, aby zachránil svou tetu Paige Matthews před smrtí, což se mu částečně podaří. Ovšem slýchá spoustu otázek od ostatních členů jeho rodiny, jelikož ho ještě nikdy neviděli jako např.: odkud je, co tu pohledává, proč přišel, co bude jiného v budoucnosti apod.. Chris ale neodpoví ani půlku z toho, co mu položili. Neprozradí jim, že je Leův a Pipeřin syn, řekne jen, že přišel, aby změnil věci k lepšímu.

## Další poslání z budoucnosti
V šesté sérii se stane hlavní postavou a bude pomáhat sestrám a svému bratrovi, Wyattovi, který se má stát nejhorším zlem jeho světa, budoucnosti. Nikdo mu ale nevěří a Leo tvrdí, že on je ten, kdo ho dostal do Valhally, což je svým způsobem vlastně pravda. Neustále slýchá Leovy narážky nato, jak je nepotřebný a snaží se ho zbavit. Skoro nikdy mu nevěří a ani nechce věřit. Poté, co se v epizodě 6x10 vrací pro Chrise jeho snoubenka z budoucnosti, Bianca Phoenix, a odvede ho zpět do zlé budoucí reality, na rozkaz jeho na zlo přeměněného bratra Wyatta, sestry zjišťují, že poloviční světlonoš a poloviční čaroděj. S pomocí sester se vrací zpět a omlouvá se jim za lži, které jim řekl. Brzy ale prozradí další poslání: zabránit, aby se jeho starší bratr Wyatt obrátil ke zlu - za každou cenu. Protože když se tak nestane, život v budoucnosti pro něj stejně nebude mít smysl.

## Odhalení
Jak již víme, Chris je syn Piper a Lea. To jako první odhalí Phoebe ve svém vidění a dále Paige (epizoda 6x14). Když to zjistí, žádá je o pomoc - pokud totiž jeho rodiče znovu nesmíří, přestane existovat. Už úplně mizí, ale na poslední chvíli se Leo a Piper usmíří - a aby to nebylo obyčejné, nestane se to nikde jinde, než ve sféře duchů. A tak je Chris opět na scéně. Postupně se o jeho totožnosti dozvídá i jeho matka, Piper, její otec a zároveň Chrisův děda, Viktor, a v poslední řadě i Leo. Dozvídáme se, že Chris ho nemá příliš rád - protože se o něj nikdy moc nestaral.

## Další výstupy v seriálu
Chris pomáhá dále chránit své staršího bratra před zlem (epizody 6x22 a 6x23), ale při tom ho zlý Starší/Démon Gideon zabije. Chris zemře a Leo získá neobyčejný vztek - zničí Gideona, zachrání Wyatta před zlem a i se stane svědkem Chrisova narození. A tím pádem stále zůstává naživu - jen už ne v dospělé formě. Ale té se jednou dočká.
Chris má také epizodní roličku v epizodě 7x07, Někdo mne hlídá (Someone to Witch Over Me), kde se stane jeho duševním průvodcem v křižovatce jeho života.
Chris se společně s jeho bratrem Wyattem, oba jako dospělí, objeví v posledním dílu. To proto, že kvůli lstivému kouzlu Christy Jenkins přišel Wyatt o všechnu svou moc a byl přenesen do minulosti. Nakonec to bylo milé rodinné překvapení a dobře strávení čas buď před jistou smrtí nebo osudovou výhrou...

## Schopnosti

### Telekineze
Tradiční schopnost pohybovat předměty pomocí pohybu ruky.

### Transport
Světlonošská schopnost přenosu.

### Rýmovaná zaklínadla
Jako všichni čarodějové a čarodějky ovládá část ze síly tří - jejich zaklínadla.